# Josse de Ghistelles
Josse de Ghistelles, en flamand Joos van Ghistele, né à Gand en Belgique vers 1446 et décédé en 1516, probablement à Zuytdorp (actuel Pays-Bas), est un noble flamand, chevalier, seigneur d'Axel, de Maelstede, de van der Moere, conseiller et chambellan de Maximilien Ier et de Philippe Ier le Beau. Il est échevin de la maison de la Keure, prédécesseur de l'Hôtel de ville de Gand, puis Grand-Bailli de cette ville de 1492 à 1494 et de 1499 à 1501.
Surnommé le Grand Voyageur, il met quatre années à visiter la Slavonie, la Grèce, la Turquie, la Crète, Rhodes, Chypre, la Terre sainte, l'Assyrie, l'Arabie, l'Égypte, l'Éthiopie, la Berbérie, les Indes, la Perse, l'Iran, la Chaldée, le pays des Tartares et encore d'autres lieux, d'autres îles et d'autres villes en Europe, en Asie et en Afrique.
Rentré au Château de Moere à Zuytdorp près d'Axel en 1485,, il fait écrire le récit de son voyage par son chapelain, le prêtre Ambroise Zeebout, qui l'avait accompagné dans son expédition,. Le récit de ses voyages fut publié de façon posthume en 1557 sous le titre Tvoyage van Mher Joos van Ghistele et sera republié ultérieurement en 1563 et en 1572.

## Biographie
Josse de Ghistelles né à Gand en Belgique vers 1446 et décédé en 1516, probablement à Zuytdorp (actuel Pays-Bas), est le fils de  Gérard de Ghistelles et d'Isabelle de Wilde.
Il est issu de la Famille de Ghistelles vieille famille flamande d’origine danoise, fixée très tôt dans le village de Gistel par l'arrivée d'un pirate dont ils prirent le nom dont on trouve son arrière grand-père, Gérard de Ghistelles, seigneur de Broeucq et de Wasquehal et Chambellan de Philippe II de Bourgogne, qui décède lors de la bataille d'Azincourt en 1415.
Il se marie avec Marguerite de Raveschot et aura deux enfants, Isabelle, dame d'Axele épouse de Thierry van der Gracht, chevalier et Marguerite épouse de Johann von Cortenbach, vicomte de Tervuren.

## Voyages
En 1481, il entreprend un long voyage de quatre ans qui l'amène à visiter la Slavonie, la Grèce, la Turquie, la Crète, Rhodes, Chypre, la Terre sainte, l'Assyrie, l'Arabie, l'Égypte, l'Éthiopie, la Berbérie, les Indes, la Perse, l'Iran, la Chaldée, le pays des Tartares et encore d'autres lieux, d'autres îles et d'autres villes en Europe, en Asie et en Afrique.